# سليمان كريموف
سليمان أبو سعيد كريموف هو رجل أعمال روسي، ورئيس شركة «نفطا – موسكو» المالية الصناعية والعضو في مجلس الاتحاد الروسي. ولد عام 1966 في مدينة دربند في داغستان في عائلة حقوقية. والتحق عام 1983 بكلية الهندسة المدنية في معهد داغستان التكنولوجي. وتم تجنيده عام 1984 في القوات المسلحة السوفيتية حيث خدم في قوات الصواريخ الاستراتيجية بمنصب قائد طاقم الصواريخ.
وبعد العودة من الجيش انتقل إلى جامعة داغستان الحكومية التي تخرج منها عام 1989. وتزوج كريموف من طالبة اسمها فيروز وهو طالب في الجامعة. وساعده أبوها المسؤول الحزبي الرفيع المستوى في الترقية في سلم المناصب وممارسة العمل. وأقام مصنع «ايلتاف» حيث عمل كريموف عام 1993 بتأسيس المصرف الصناعي المالي الذي أوفده إلى موسكو ليمثل مصالحه.
وشغل كريموف عام 1995 منصب نائب مدير عام شركة «سويوز- فينانس» في موسكو. وفي عام 1998 اشترى شركة «نفطا – موسكو» الحكومية الخاسرة على حد قوله بمبلغ 50 مليون دولار مما سمح له بترشيح نفسه إلى مجلس الدوما الروسي الذي انتخب نائبًا فيه عام 1999. وتمكن كريموف عام 2005 نتيجة تلاعبات مالية من اقتناء حصة 4.5% من أسهم شركة غازبروم الروسية وحصة 6% من أسهم مصرف سبيربانك الروسي.
في عام 2006 وقع حادث مروري في مدينة نيس الفرنسية أُصيب فيه سليمان كريموف بحروق شديدة لدى اصطدام سيارته من طراز فيراري إينزو بشجرة حين خرجت عن الطريق. أما صاحبته تينا كونديلاكي المقدمة المعروفة للبرامج التلفزيونية في روسيا والتي كانت معه في السيارة فقد كانت إصابتها طفيفة. وتم نقل كريموف إلى مستشفى مدينة مارسيليا حيث بقي خلال فترة طويلة في حالة غيبوبة. أما سيارته التي تقدر قيمتها ب 675 ألف يورو فتم إتلافها.
يشغل سليمان كريموف المرتبة السابعة في قائمة التصنيف أغنى رجال أعمال في روسيا بموجب معلومات مجلة «فينانس» الروسية في فبراير عام 2011. وتقدر ثروته بما يربو على 16 مليار دولار. ويمتلك كريموف - إلى جانب شركة «نفطا – موسكو» والحصص في شركة «غازبروم» و«سبيربانك» - حصة 75% في شركة «بوليميتال» المتخصصة في استخراج الذهب والفضة وحصة 37% في شركة «القطب الذهبي» بالإضافة إلى أنه يسيطر على مصرف «موس ستروي إيكونوم بنك» ومتجر «سمولينسكي باساج» في موسكو وشركة «الاتصالات الوطنية الروسية». وفي عام 2010 اشترى كريموف حصة 25% من أسهم شركة «أورال كالي» للأسمدة الكيميائية المعدنية.
يعتبر الخبراء أن النجاح المالي الذي أحرزه كريموف يعتمد على استثمارات يوظفها في أصول مالية واعدة من ناحية النمو المستقبلي. اشترى كريموف في يناير عام 2011 نادي أنجي محج قلعة لكرة القدم. كما أنه يترأس مجلس الأمناء في اتحاد المصارعة الروسي.